# Сетруло, Дин
Диас Виктор «Дин» Сетруло (англ. Diaz Victor "Dean" Cetrulo, 24 февраля 1919, Ньюарк, Нью-Джерси — 9 мая 2010, Бей-Хед, Нью-Джерси) — американский фехтовальщик, бронзовый призёр летних Олимпийских игр 1948 года в командной сабле.
Начал тренироваться под руководством своего отца фехтовальщика итальянского происхождения Джерардо Сетруло. Во время обучения в университете Сетон Холл его наставником был его старший брат. В 1941 году в возрасте 22 лет стал самым молодым чемпионом США в фехтовании на рапирах. Второй титул он завоевал в 1947 году, к нему он прибавил чемпионство в соревнованиях по сабле в 1948 году.
Во время Второй Мировой войны служил лейтенантом военно-воздушных сил армии США, и был сбит над Италией. Оказался в немецком плену, но совершил удачный побег. Скрывался в итальянской семье в небольшом городке к северу от Неаполя, пока не был освобождён союзниками.
На Олимпийских играх в Лондоне (1948) выступал одновременно в фехтовании на рапирах и сабле, завоевав «бронзу» в командных соревнованиях саблистов. 